# حكاية شعبية
الحكاية الشعبية عمل أدبي يتم نقله من جيل إلى جيل شفهياً، وبذلك فإنّه يتغير نتيجة هذا التناقل، وهذا سبب تغير الحكاية من جيل إلى آخر.
والحكاية الشعبـية، كما يعرّفها الباحث أحمد رشدي صالح، هي: "فنُّ القول التلقائي العريق، المتداول بالفعل، المتوارث جيلاً بعد جيل، المرتبط بالعادات والتقاليد. والحكاية هي العمود الفقري في التراث الشعبـي، وهي التي نطلق عليها مجازاً الأدب الشعبـي". كما يُعرِّفها د. هادي نعمان الهيتي، بقوله: "نوعٌ قصصي ليس له مؤلف؛ لأنه حاصل ضرب عدد كبير من ألوان السرد القصصي الشفهي".

## نبذة
الحكاية نص شبه ثابت، أي أن هناك قسم ثابت وآخر متحول يتغير بحسب ظروف الراوي أو العصر الذي يعيش فيه، قد تكون الأحداث الملقاة واقعية أو خيالية بشكل نثري أو شعري، لجذب انتباه المستمعين أو القارئين، لا يعرف عادة مؤلف نص الحكاية، وتستند الحكاية لوقائع قد حدثت بالفعل واكتسبت نوعا من البطولة.

## سمات الحكاية
- إلقاء أحداث قد تكون واقعية أو خيالية وتكون نثرًا أو شعرًا يراعى فيها جذب اهتمام المستمعين والقارئين .
- الحكاية الشعبية :هي نصّ لا نعرف مؤلفه، ويتم إيصاله شفوياً.
- الحكايةالشعبية: تستند لوقائع حدثت بالفعل واكتسبت نوعاً من البطولة أو تكون خيالية.

## معنى الحكاية في اللغة
ما يحكى المقرن يقص واقع أو خيال وينتقل عبر الأجيال أي من جيل إلى جيل.

## معناها اصطلاحاً
هو إبداع فردي لراوٍ لا نعرفه، ولا نستطيع تحديد هويته، لكنها تصبح توّتر الروايات اعتمادا على الذاكرة عمل كل من اشتركوا في النقل أو الرواي ة، وهكذايحول الإبداع الفردي إلى أدب جماعي يؤثر فيه الشعب القول على القائل.